# Ясногорськ (Тульська область)
Ясного́рськ (рос. Ясногорск) (до 1965 — Ла́птєве) — місто (з 1958) в Росії, адміністративний центр Ясногорського району Тульської області.
| Тульська область | Це незавершена стаття з географії Тульської області. Ви можете допомогти проєкту, виправивши або дописавши її. |